# Şahin Diniyev
Şahin Diniyev, ros. Шахин Хадакерим оглы Диниев, Szachin Chadakierim ogły Dinijew (ur. 12 lipca 1966 w rejonie Żdanowskim, Azerbejdżańska SRR) – azerski piłkarz, grający na pozycji pomocnika, trener piłkarski.

## Kariera piłkarska

### Kariera klubowa
W 1984 rozpoczął karierę piłkarską w klubie Avtomobilist Mingeczaur. W 1985 przeszedł do Gəncliku Baku. W 1987 został zaproszony do Neftçi PFK, ale nie rozegrał żadnego meczu i w tymże roku odszedł do Kəpəz Kirovabad, który potem zmienił nazwę na Kəpəz Gəncə. Latem 1989 został piłkarzem Zimbru Kiszyniów, a zimą 1990 przeniósł się do Fakiełu Woroneż. Po pół roku powrócił do Azerbejdżanu, gdzie zasilił skład Dinamo Gəncə. W 1992 dołączył do Tereku Grozny. W 1994 roku wyjechał do Izraela, gdzie bronił barw klubów Hapoel At-Tajjiba i Beitar Tel Awiw. W 1997 powrócił do ojczyzny i potem występował w Fərid Baku i Dinamo Baku, w którym zakończył karierę piłkarza w roku 1998.

### Kariera reprezentacyjna
W 1967 bronił barw reprezentacji Azerbejdżanu. Łącznie rozegrał 16 gier, był kapitanem drużyny.

## Kariera trenerska
Po zakończeniu kariery piłkarza rozpoczął pracę szkoleniowca. Najpierw w 1999 roku trenował juniorską reprezentację U-16, a później pracował z zespołem U-18. W 2000 trenował Şəfa Baku. W 2001 roku został zaproszony do swego byłego klubu Tereku Grozny. W 2003 objął stanowisko głównego trenera Qarabağ Ağdam, a w kwietniu 2004 podał się do dymisji. Od sierpnia 2004 roku do listopada 2005 roku stał na czele Kəpəz Gəncə. W grudniu 2005 roku został mianowany na stanowisko selekcjonera narodowej reprezentacji Azerbejdżanu. W październiku 2007 podał się do dymisji. W listopadzie 2008 ponownie dołączył do sztabu szkoleniowego Tereku Grozny, gdzie pracował do listopada 2010. Od 20 października 2009 do 3 stycznia 2010 pełnił obowiązki głównego trenera klubu. Od października 2013 do stycznia 2014 obejmował stanowisko głównego trenera Rəvan Baku. W maju 2015 ponownie stał na czele Kəpəz Gəncə.

## Sukcesy i odznaczenia

### Sukcesy trenerskie
Qarabağ Ağdam
- brązowy medalista mistrzostw Azerbejdżanu: 2003/04